# 劉秋麟
劉秋麟（1918年—2011年1月24日），生於中國河北省保定市，前台灣大學體育組教師，長期在台灣教授形意拳。為河北派形意拳傳入台灣的重要先驅人物。

## 生平
劉秋麟生於中國河北省保定市，家中家境不錯。自幼對武術體育深有興趣，曾習地躺拳，後隨尚雲祥之徒許笑羽先生學形意拳。就讀保定六中時，又隨劉曉蘭之徒劉偉祥（劉倫山）先生學習形意拳。
1949年，逃難來到台灣，服務於台灣大學體育組，擔任體育老師，曾經指導過籃球校隊、橄欖球校隊。他在台灣大學開設形意拳課，也支持學生社團，以傳承形意拳技藝。因為戰亂與白色恐怖，台灣當時很難取得中國的資料，劉先生在台灣大學努力收集與整理形意拳拳經與拳譜，作育人才無數。
其教學著重啟發，因人施教，從學者多能有所得。
2011年1月24日，因心肌梗塞、併發肺炎過世。

## 著作
《太極拳指引》、《形意拳指引》。